# Kalfun
Khalfun (àrab: خلفون, Ḫalfūn) fou el primer emir de Bari. Era, probablement, amazic.
Sembla que era un servidor, potser fins i tot potser un antic esclau aglàbida. El 847 dirigia l'expedició aglàbida que va conquerir Bari, que ja havia estat conquerida breument a finals del 840 o inicis del 841 per una expedició que no l'havia pogut mantenir. La seva conquesta depenia nominalment d'Ifríqiya però en la pràctica fou un sobirà independent. El seu govern fou breu i el va succeir Mufàrraq ibn Sal·lam.